# Sue Monk Kidd
Sue Monk Kidd (ur. 12 sierpnia 1948 w Sylvester (Georgia), USA) – amerykańska pisarka.

## Życiorys
Jest absolwentką wydziału pielęgniarskiego w Texas Christian University, który ukończyła w 1970 roku. Przez ponad dwadzieścia lat pracowała w swoim zawodzie, a także jako instruktor opieki zdrowia. 
Pierwszą powieść napisała na konkurs ogłoszony przez organizację Guideposts. Jej fragmenty zostały opublikowane w czasopiśmie Reader’s Digest. Dzięki temu otrzymała posadę edytora w Guideposts. 

### Powieści
Jej dwie pierwsze książki "God’s Joyful Surprise" (1988) i "When the Heart Waits" (1990) są napisane w formie pamiętników przeżyć duchowych i kontemplacji nad wiarą chrześcijańską.
 
Opublikowana w 1996 "The Dance of the Dissident Daughter" zawiera poglądy feministyczne pisarki.
 
W 2002 ukazała się powieść "The Secret Life of Bees" (Sekretne życie pszczół), która przyniosła jej światowy rozgłos. Adaptowano ją do przedstawienia teatralnego, a w roku 2008 powstał na jej podstawie film, w reżyserii Giny Prince-Bythewood.

Trzy lata później ukazała się powieść "The Mermaid Chair" (również sfilmowana w 2006 roku).
 
W 2006 pod wspólnym tytułem "Firstligt" opublikowano pierwsze próby literackie Sue Monk Kidd. Książka zawiera opowieści z życia pisarki, jej przemyślenia i medytacje.
 
Kolejna powieść ukazała się w roku 2009 i nosi tytuł "Traveling with Pomegranates". Jej współautorką jest córka pisarki; Ann Kidd Taylor. Książka ta posiada charakter pamiętnika z podróży.
 
W 2014 roku wydane zostały Czarne skrzydła (The Invention of Wings), opowiadające o czasach niewolnictwa w Stanach Zjednoczonych.